# Hörsingen
Hörsingen is een plaats en voormalige gemeente in de Duitse deelstaat Saksen-Anhalt, en maakt deel uit van de Landkreis Börde.

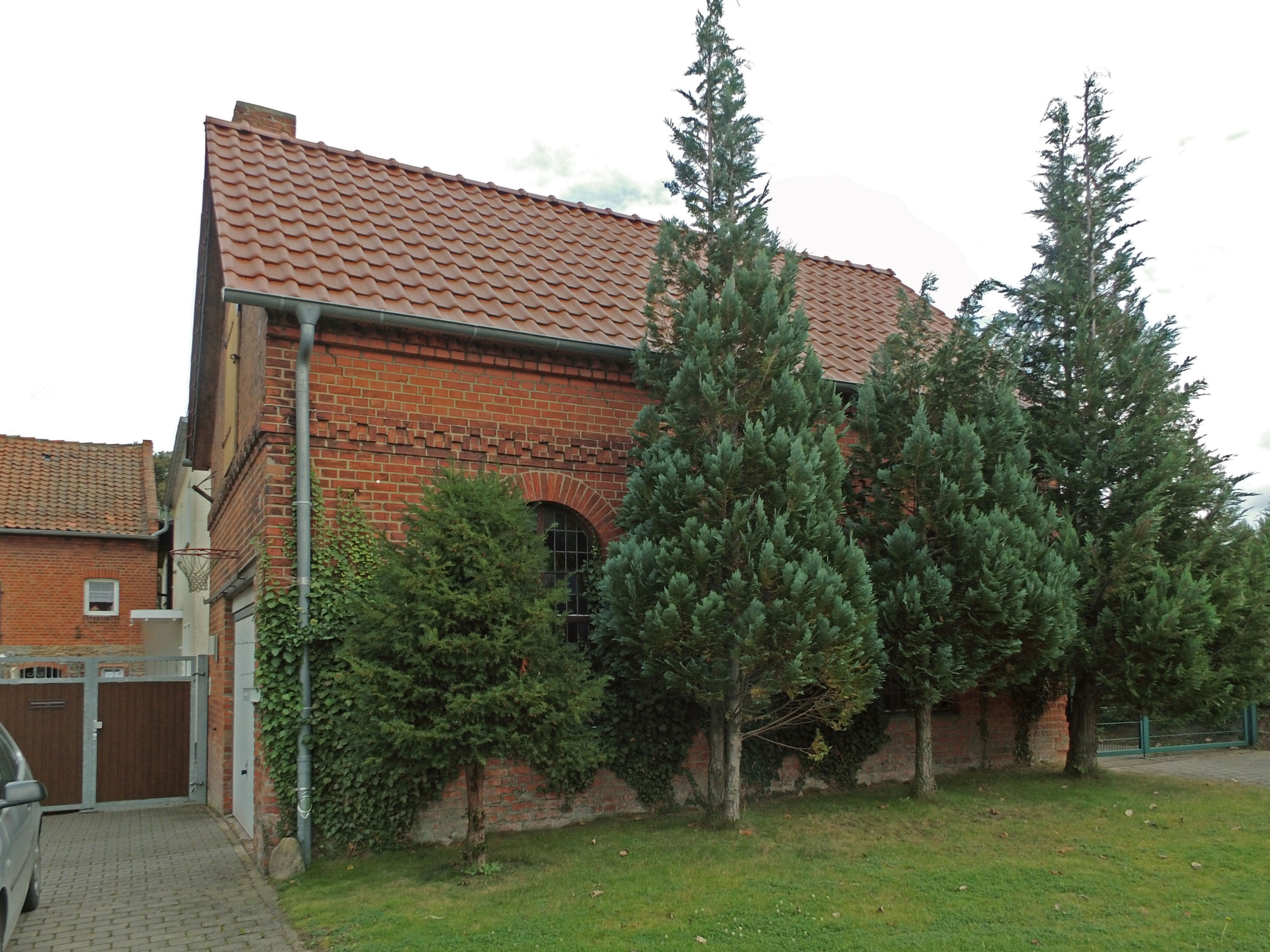
Kerk in Hörsingen

Hörsingen telt 638 inwoners.